# Ulrich Kaufmann
Ulrich Kaufmann est un guide suisse, né le 31 mai 1840 à Grindelwald où il est mort le 25 mars 1917.
Il fut parmi les premiers à visiter les massifs de Nouvelle-Zélande et de l'Himalaya.

## Biographie
Ulrich Kaufmann participe en 1857 à la première ascension incontestée, par l'arête est, du Mönch avec Siegismund Porges et les guides Christian Almer et Christian Kaufmann. En 1882, il entreprend la première tentative d'ascension de l'Aoraki/Mont Cook avec le prêtre et biologiste marin irlandais William Spotswood Green, membre de l'Alpine Club, et le guide suisse Emil Boss. Ils échouent à soixante mètres du sommet en raison d'une tempête. L'année suivante, il participe à une expédition dans l'Himalaya sous la direction de William Woodman Graham et réussit probablement l'ascension du Kabru, détenant ainsi le record d'altitude en alpinisme jusqu'en 1909, et celui du plus haut sommet gravi jusqu'en 1930.

## Ascensions
- 1861 - Première ascension du Schreckhorn avec Peter Michel, Leslie Stephen et Christian Michel, par la face sud, le 16 août
- 1862 - Première ascension du Gross Fiescherhorn avec Adolphus Warburton Moore, H.B. George et Christian Almer, le 23 juillet